# Richtlinie 2000/43/EG (Antirassismusrichtlinie)
Die Richtlinie 2000/43/EG zur Anwendung des Gleichbehandlungsgrundsatzes ohne Unterschied der Rasse oder der ethnischen Herkunft, kurz Antirassismusrichtlinie, ist eine Richtlinie der europäischen Gemeinschaft, welche im Hinblick auf die Verwirklichung des Grundsatzes der Gleichbehandlung in den Mitgliedstaaten die Bekämpfung der Diskriminierung aufgrund der Rasse oder der ethnischen Herkunft regelt.
Für diese Richtlinie wird teils auch die Bezeichnung Gleichbehandlungsrichtlinie verwendet, wie dies allerdings auch für die Richtlinie 2004/113/EG und die Richtlinie 2000/78/EG (Gleichbehandlungsrahmenrichtlinie) der Fall ist.
Mit der Richtlinie 2000/43/EG werden die Mitgliedsstaaten aufgefordert, dafür zu sorgen, dass „sämtliche Rechts- und Verwaltungsvorschriften, die dem Gleichbehandlungsgrundsatz zuwiderlaufen, aufgehoben werden“ und dass „sämtliche mit dem Gleichbehandlungsgrundsatz nicht zu vereinbarenden Bestimmungen in Einzel- oder Kollektivverträgen oder -vereinbarungen, Betriebsordnungen, Statuten von Vereinigungen mit oder ohne Erwerbszweck sowie Statuten der freien Berufe und der Arbeitnehmer- und Arbeitgeberorganisationen für nichtig erklärt werden oder erklärt werden können oder geändert werden“ (Artikel 16).
Der Anwendungsbereich umfasst die Beschäftigung und den Beruf, die zivilrechtliche Versorgung mit Gütern und Dienstleistungen sowie den sozialen Schutz und die Bildung.
Nach Erwägungsgrund 13 der Richtlinie gilt das in dieser Richtlinie festgelegte Diskriminierungsverbot auch für Drittstaatsangehörige, jedoch nicht, für die unterschiedliche Behandlung aufgrund von Staatsangehörigkeit und Einreise, Aufenthalt und Rechtsstatus von Staatsangehörigen dritter Staaten und Staatenloser.
Die Richtlinie umfasst vier Kapitel. Das Kapitel 1 (Artikel 1 bis 6) legt Zweck, Begriffsbestimmungen und Geltungsbereich fest und enthält Bestimmungen über Wesentliche und entscheidende berufliche Anforderungen, über positive Maßnahmen und über Mindestanforderungen. Das Kapitel 2 (Artikel 7 bis 12) regelt Rechtsbehelfe und Rechtsdurchsetzung, das Kapitel 3 (Artikel 13) bestimmt mit der Förderung der Gleichbehandlung befasste Stellen und das Kapitel 4 (Artikel 14 bis 19) enthält Schlussbestimmungen.